# Brainiac: Science Abuse
Brainiac: Science Abuse è un programma televisivo britannico.
Lo show, il cui titolo è spesso abbreviato semplicemente in 'Brainiac', conduce esperimenti, giochi, e parodie scientifiche per risolvere irriverenti quesiti quotidiani.
Il titolo si basa sul gioco di parole tra brain (cervello) e maniac (maniaco).
Gli esperimenti, pur ruotando intorno a chimica, fisica e biologia, mancano di rigore scientifico e hanno soprattutto lo scopo di approfondire e rappresentare in maniera spettacolare alcune comuni curiosità, oltre quello di divertire ovviamente.
Prodotta dalla Granada Productions è trasmesso nel Regno Unito e in Irlanda (Sky Digital), Stati Uniti (G4TV), Nuova Zelanda (TV2), Australia (The Comedy Channel e Seven HD), Thailandia (True Visions), Israele (Channel 8/ערוץ 8), Germania (DMAX), Belgio (JIM), Paesi Bassi (Veronica and Discovery Channel, Grecia (Skai TV), Finlandia (Nelonen) e in altri Paesi europei, in Canada, a Singapore e in Sudafrica.
In Italia va in onda su Discovery Science e viene inoltre trasmessa su  Discovery Channel.

## Presentatori
La prima delle sei stagioni trasmesse, in onda dal 13 novembre 2003, era condotta da Richard Hammond e Jon Tickle. A partire dalla seconda si unì al gruppo Charlotte Hudson. Richard Hammond fu sostituito da Vic Reeves a partire dalla quinta stagione.

## Citazioni
Ogni puntata è introdotta dal conduttore (Richard Hammond prima e Vic Reeves poi) da una brevissima e surreale descrizione del programma, che evidenzia il carattere non strettamente scientifico della trasmissione.
Ecco alcuni esempi:
Questo è Brainiac, la trasmissione scientifica...
- ...che non si lava mai le mani dopo averla fatta
- ...che rincasa tardi svegliando tutto il vicinato
- ...che fa una pernacchia alla scienza
- ...che si mette a zoppicare sulle strisce pedonali
- ...che fissa le regole della scienza cammin facendo
- ...che fa scoppiare le cose e poi le esamina
- ...dove ce ne infischiamo del pericolo e maltrattiamo la paura
- ...che è un virus sull'hard disk della scienza
- ...che rincasa ubriaca alle 4 del mattino
- ...che avrebbe inventato Einstein se fosse stato più sveglio
- ...che suona il campanello della scienza e scappa via
- ...che prende un appuntamento con la scienza ma si va a fare un giro al pub
- ...che strappa le tende di casa del vicino
- ...che si abbevera alla fonte della scienza per fare gargarismi
- ...che fa lo sgambetto alla scienza
- ...che porta a letto la scienza e il giorno dopo si sveglia senza
- ...che fa alla scienza quello che il Kebab fa al fegato
- ...che arriva in ritardo al lavoro
- ...copiata dal compagno di banco
- ...che aveva la prova dell'esistenza degli alieni, ma ci ha registrato sopra la partita

## Rubriche
Il programma si compone di numerose "rubriche"; un tema ricorrente è la distruzione di autoveicoli tramite esplosivi di vario genere.
Quando gli esperimenti mostrati sono pericolosi, il conduttore ricorda al pubblico di non ripeterli a casa.
Tra i più noti:
- Scienza da pub - il dottor Bunhead (parodia dello scienziato brillante ma con difficoltà relazionali) tenta di stupire gli avventori di un pub, utilizzando oggetti di uso comune, che lo portano quasi invariabilmente ad essere scacciato dal locale.
- A casa del Dr Bunhead - esperimenti fatti in casa basati principalmente reazioni chimiche.
- Caro Jon: Jon Tickle risponde alle lettere degli spettatori che pongono domande scientifiche (es.: si può vivere mangiando cibo per cani?) sperimentando personalmente le richieste.
- Brainiac per un giorno - uno spettatore viene 'promosso' brainiac e ha la possibilità di far esplodere un oggetto a sua scelta con l'aiuto dei conduttori Dolly Girl e Dolly Boy, riuscita parodia del presentatore brillante e alla moda e della prosperosa valletta.
- Che cos'è? - viene mostrata l'immagine di un oggetto comune ingrandita al microscopio e si invitano i telespettatori a indovinare di quale oggetto si tratta
- Star del cinema che distruggono auto - sosia di personaggi famosi fanno saltare in aria automobili
- Cose che puoi attraversare - un brainiac tenta di attraversare materiali di uso comune (come 15 strati di pellicola per alimenti) sostenuti da un telaio in legno, aiutandosi con una rincorsa.
- Cose che fa il mio corpo - gli spettatori mostrano particolarità del loro corpo, come articolazioni particolarmente elastiche e snodabili.
- Cose che la NASA non ha mai fatto
- Io e la scienza / Scienza fai da te (sono state usate traduzioni diverse nelle varie serie)- uno spettatore ha la possibilità di compiere personalmente un esperimento che lo incuriosisce.
- 101 usi per la pipì
- Microonde che esplodono - un forno a microonde viene fatto esplodere inserendo al suo interno composti chimici o oggetti metallici o infiammabili
- Brainiac in incognito
- Cose che il corpo di Jon Tickle può/non può fare - con l'aiuto di una prosperosa infermiera, Tickle sperimenta i limiti del suo corpo.
- I rompicapi di Tickle - Jon Tickle pone ai telespettatori delle domande senza risposta.
- Cose che non puoi fare sotto scossa - i brainiac o personaggi famosi tentano di compiere varie attività (mangiare, giocare ecc) attaccati ad un apparecchio che produce scosse elettriche.
- 47 secondi di scienza: i grandi misteri della scienza svelati in meno di un minuto/in un battibaleno.
- Nonna Brainiac.
- Quali frutti galleggiano/affondano - condotto dall'avvenente professoressa Myang Li.
- Quali oggetti si rompono/rimbalzano con un lancio da tre metri
- Quali oggetti da ufficio vi salverebbero con l'innalzamento del livello del mare - un impiegato tenta di salvarsi da un allagamento del proprio ufficio, ricostruito in una piscina, tuffandosi aggrappato a comuni oggetti da ufficio (computer, raccoglitori, cestino della carta..)
- Celebrità sotto l'effetto dell'elio - personaggi famosi britannici si presentano dopo aver inalato dell'elio.
- Fizz or Bang? (Brillerà o esploderà?) - John Kilcoyne, docente della University of Sunderland mescola diverse sostanze chimiche per scoprire le loro reazioni
- Ci sono poi varie rubriche che mettono a confronto vantaggi e svantaggi di diversi tipi di persone nella stessa situazione:
  - Grasso vs. Magro
  - Alto vs. Basso
  - Maschio vs. Femmina
  - Brainiac vs. Bestia
- Quanto è duro il tuo coso ?-Un oggetto portato dagli spettatori viene sottoposto a tre prove per mostrare quanto è duro.

## L'esperimento falsificato
Nel corso di un esperimento sui metalli alcalini, che avrebbe dovuto mostrare una violenta esplosione causata dall'unione di cesio e rubidio all'acqua all'interno di una vasca da bagno, non tutto andò come sperato: la reazione chimica fu minima e non creò lo scompiglio atteso.
Per non perdere la giornata di riprese, i brainiacs falsificarono l'esperimento mettendo nella vasca dell'esplosivo.
La truffa fu scoperta e gli autori ammisero la mistificazione: ripeterono l'esperimento e mostrarono la reale reazione degli elementi.

## Colonna sonora
Gli episodi sono spesso accompagnati da brani di artisti famosi, quali Britney Spears, Elton John e molti altri.
Nella rubrica "Io e la scienza", detto anche "Scienza fai da te", ("I Can Do Science, Me") la colonna sonora è invariabilmente "I Am A Scientist" dei The Dandy Warhols.
La musica dei titoli di testa è di Grant Buckerfield.

## Spin-off
Dal programma sono sorti due spin-off: Brainiac: History Abuse (Braniac - Abuso della storia), presentato da Charlotte Hudson, in onda su Sky One dal 1º giugno 2004, e Brainiac's Test Tube Baby una versione live del programma.
Dal marzo 2008 è in atto Brainiac Live!, uno show itinerante dal vivo, che tocca varie città del Regno Unito, presentato da Ben Enwright con Joe Rowntree, Rik Warren, Mark Featherstone, Dean Burne, e Niki Smith.